# Poillé-sur-Vègre
Poillé-sur-Vègre ist eine französische Gemeinde mit 597 Einwohnern (Stand: 1. Januar 2022) im Département Sarthe in der Region Pays de la Loire. Die Gemeinde gehört zum Arrondissement La Flèche und zum Kanton Loué. Die Einwohner werden Poilléens und Poilléennes genannt.

## Geografie
Poillé-sur-Vègre liegt in der historischen Provinz Maine etwa 32 Kilometer westsüdwestlich von Le Mans am Vègre. Umgeben wird Poillé-sur-Vègre von den Nachbargemeinden Cossé-en-Champagne und Avessé im Norden, Chevillé im Nordosten, Fontenay-sur-Vègre im Osten, Asnières-sur-Vègre im Süden und Südosten, Auvers-le-Hamon im Westen und Südwesten sowie Val-du-Maine im Nordwesten.

## Bevölkerungsentwicklung
| 1962                       | 1968 | 1975 | 1982 | 1990 | 1999 | 2006 | 2013 | 2020 |
| -------------------------- | ---- | ---- | ---- | ---- | ---- | ---- | ---- | ---- |
| 633                        | 545  | 482  | 463  | 470  | 554  | 658  | 625  | 605  |
| Quellen: Cassini und INSEE |      |      |      |      |      |      |      |      |

## Sehenswürdigkeiten
- Kirche Saint-Denis
- Schloss Verdelles, im ausgehenden 15. Jahrhundert errichtet, seit 1922 als Monument historique klassifiziert
- Haus aus dem 16. Jahrhundert, Flachrelief von 1511 oberhalb des Kamins seit 1928 als Monument historique eingeschrieben
- Herrenhaus Poillé, seit 1928 als Monument historique eingeschrieben

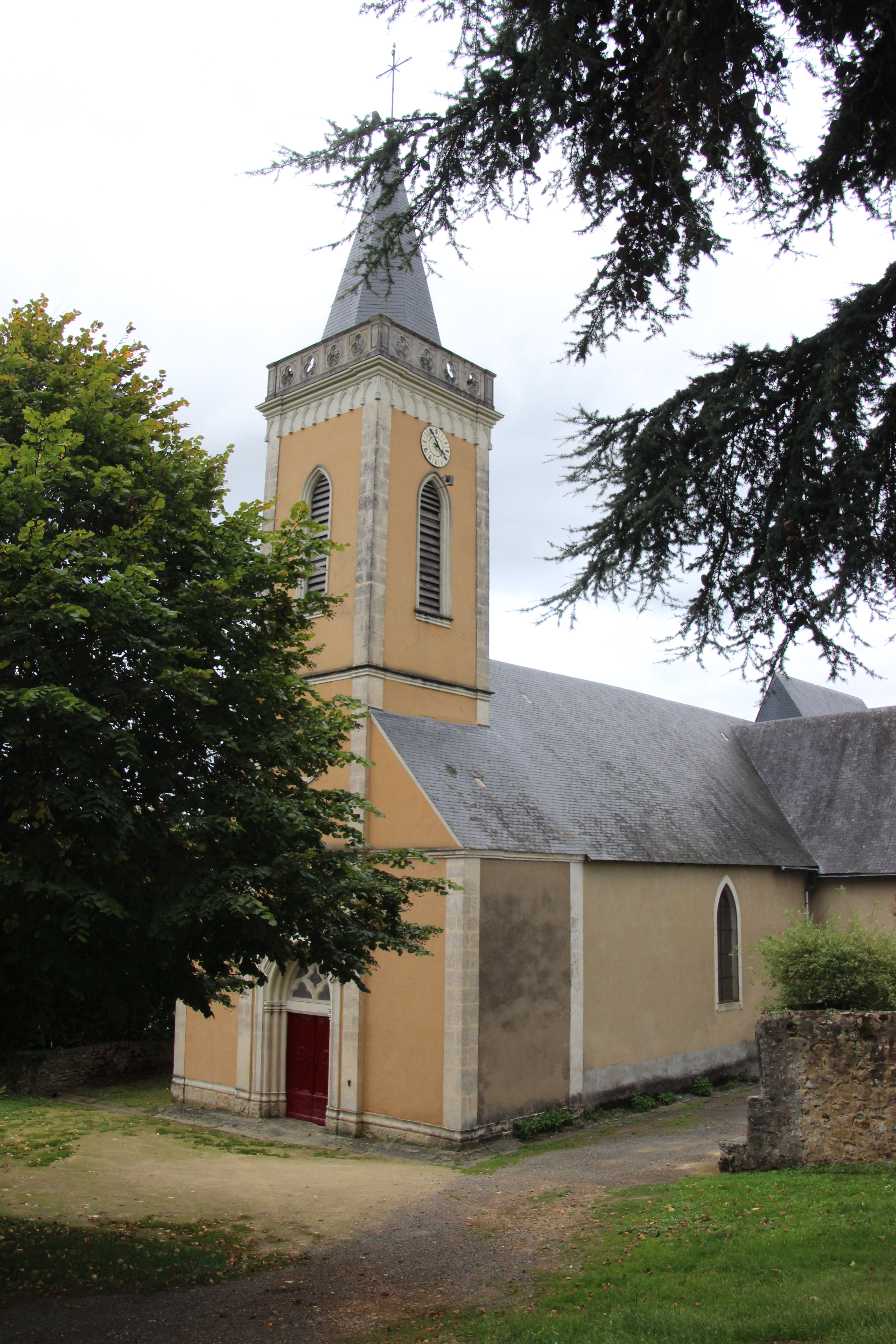
Kirche Saint-Denis
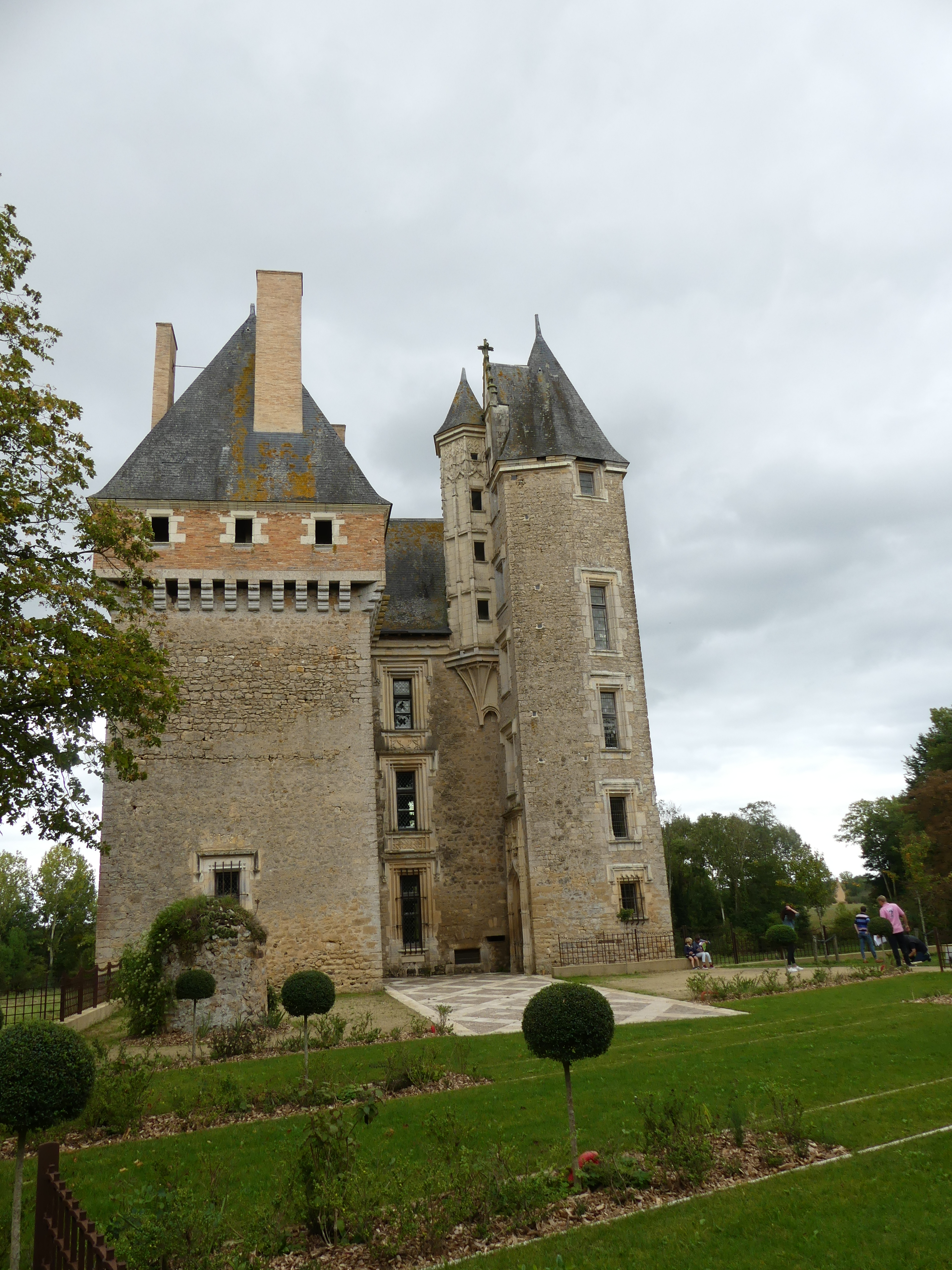
Schloss Verdelles